# 平和堂
株式会社平和堂（へいわどう、英: HEIWADO CO.,LTD.）は、滋賀県を中心に近畿地方、北陸地方、東海地方で総合スーパーとスーパーマーケットを展開する企業。滋賀県と中華人民共和国湖南省が友好提携している縁で、湖南省にも進出している。
愛知県にある印刷業の平和堂印刷やかつて東京都に存在した宝石・貴金属類取引会社の平和堂貿易、東京都で名刺等紙製品を企画販売している株式会社平和堂、及び新潟県妙高市にある製菓業の株式会社平和堂とは資本関係等の関係はない。

## 概要
1953年（昭和28年）12月、夏原平次郎により滋賀県彦根市市街の土橋商店街（現在の銀座商店街）でマルビシ百貨店のテナントとして夏原商店が開店（創業）。1957年（昭和32年）に「靴とカバンの店・平和堂」として平和堂を設立した。
屋号である「平和堂」の由来は、創業者である夏原平次郎の長男であり、後に会長となった平和（ひらかず）に因む。後に「おしゃれの店・平和堂」と衣料スーパーの出店を行い、1963年（昭和36年）に3店舗を統一した大型店舗であるジュニアデパート平和堂（旧本店3代目、現・彦根銀座店）を発祥地に開店。1966年（昭和41年）に衣料、雑貨、食品を販売する総合スーパー（GMS）となった。以降、滋賀県を中心にドミナント戦略で店舗展開を行い、近隣府県にも進出した。現在の本部ビルは滋賀県彦根市の南彦根駅近くに所在し、隣接してビバシティ彦根がある。
ドミナント戦略を特徴とし、滋賀県に81店舗、京都府に20店舗、大阪府に21店舗、兵庫県に3店舗、福井県に6店舗、石川県に7店舗、富山県に2店舗、岐阜県に7店舗、愛知県に16店舗を構える（2020年9月末時点。子会社店舗を含む）。通常のスーパーマーケット店舗のほか、大型店を「アル・プラザ」（AP）、小型店を「フレンドマート」（FM）などのブランドで展開している（簡潔な解説は業態を参照）。
新規の大型店だけでなく、商店街組合と共同出店したり（堅田店の出店時に始められ「堅田方式」と呼ばれる）、他社（書店など、スーパーマーケット以外の業種も含む）が撤退した店舗に入居して再生させたり、マンションの1階に入居したりと、出店パターンが多様なのも特徴である。
本拠地の滋賀県においては、ユニーから得た地域ドミナント戦略を参考にし、県の中心部にある琵琶湖を取り巻く「琵琶湖ネックレスチェーン構想」と称して、駅前中心街から郊外地域まできめ細かく店舗展開している。また、滋賀県内のケンタッキーフライドチキンやTSUTAYA、北陸地域のCoCo'sなどは、平和堂の子会社によってフランチャイズ運営されている。県内小売業界で圧倒的なシェアを誇り、県民生活にも大きな影響力を有する。2013年（平成25年）8月20日には、滋賀県と平和堂の間で地域密着連携協定を締結している（滋賀県と民間企業が包括的連携協定を結ぶのは7社目、県内企業では初）。

### 企業理念
企業理念については、1972年（昭和47年）、会社・客・生産者・取引先・社員の調和と地域社会への貢献を重視し、鳩（ハト）を会社の象徴として、以下に表す「五つのハトのお約束」を制定している。
こうした理念を反映し、平和堂においては売上高を「ご奉仕高」、粗利益高を「創造高」と呼称している。また、社風として、生産者への感謝の気持ちを育むため、食前・食後の合掌を社員全員に励行させている。
1974年（昭和49年）に制定された平和堂のロゴは、羽ばたく2羽の鳩を図案化したもので、「対立しながら調和を生むところに真の進歩がある」という理念を表している。1971年に制定されたイトーヨーカ堂のロゴに類似している。

### HOPカード
1989年（平成元年）、それまであった「平和堂ショッピングカード」および「ハトの謝恩券」に代わって、平和堂全店と提携店舗で使用できるポイントカード「HOPカード」が導入された。"HOP" は "Heiwado Original Point" の略語である。初期の頃より100円（税抜き）で1ポイント付与され、1000ポイントに達すると現金1000円（一部店舗を除く）との交換を行っている。当初は自社クレジットカードタイプと非クレジットカードタイプが存在した。2009年（平成21年）4月1日以降はクレジット事業を三井住友カードが引継ぎ、自社クレジットカードは「HOP-VISAカード」に変更され、自社クレジットのキャッシングは同年3月31日に、ショッピングは6月30日に廃止された。なお、現金と平和堂商品券、HOPマネー、HOP-VISAカード、HOP-iD、HOP-Edy以外で支払いする場合はHOPポイントが付与されない。

### 東海地方への進出
東海地方には同じ日本流通産業（ニチリウ）加盟のGMSチェーンである株式会社グランドタマコシ（愛知県一宮市。以下タマコシ）があり、相互に商圏を侵さないよう、平和堂は東海地方へ進出していなかったが、タマコシは2004年（平成16年）2月19日に名古屋地方裁判所に民事再生法の適用を申請して経営破綻した。経営再建支援にはバロー（本社：岐阜県多治見市）も名乗り出ていたが、2004年（平成16年）2月23日に愛知県名古屋市で開かれた債権者集会には、スポンサーに名乗りを上げた2社のうち、平和堂社長の夏原平和のみが出席した。正式にスポンサーに決まっているわけでもないのに債権者集会に出席することは「通常では考えられない」と、同業他社から批判される異例の展開を辿った。結局、2004年（平成16年）3月22日、平和堂が「正式にスポンサーとなる基本合意書を締結した」と発表して、子会社平和堂東海が10の店舗とその従業員全員等を引継ぐことになった。
平和堂は完全子会社である株式会社平和堂東海を設立、タマコシの10店舗（岐阜県3店舗、愛知県7店舗）と関連会社2社、事業用地、人員などを引き継ぎ、図らずも東海地方へ進出することとなった。なお、旧タマコシ店舗の一部ではタマコシ時代のロゴが現在も継続しているところがある。また、平和堂引き継ぎ後の閉店が決まっていたJR尾張一宮駅前の一宮本店（タマコシ本社も所在・当初は平和堂東海本社も同居）は2004年（平成16年）6月に他店舗が平和堂に転換した後も同年9月末までタマコシ名義で営業を続けていた。現在のタマコシ一宮本店跡地にはマンションが建設されている。
2005年（平成17年）5月31日にヤナゲンと業務提携を行い、同年7月11日に買収して事業を引継ぐことを発表し、同年9月1日から100%子会社として新設された株式会社ヤナゲン2店と株式会社ヤナゲンストアー7店が営業を開始した。一時期は2000年（平成12年）9月には同じ岐阜県を本拠地とするスーパーマーケットのバローとの間でヤナゲンストアの店舗の売買交渉を行っているという報道がされていた。株式会社ヤナゲンストアー7店は当初はそのままの名称で営業していたが、2006年（平成18年）7月に平和堂東海に吸収合併されて消滅し、平和堂の店舗となった。
平和堂東海は2009年（平成21年）7月21日をもって平和堂に吸収合併され、本社直営となった。以後、東海地方にも随時出店を行っている。

## 沿革
- 1953年（昭和28年）12月 - 夏原平次郎が彦根市土橋商店街（現在の銀座商店街）にあるマルビシ百貨店内にて「夏原商店」を創立[6]。
- 1957年（昭和32年）
  - 3月1日 - 彦根市銀座街に「靴とカバンの店・平和堂」が創業[21][6]。
  - 6月18日 - 夏原平次郎を代表取締役とする株式会社平和堂が設立される[6]。
- 1960年（昭和35年）3月 - 「靴とカバンの店・平和堂」の向かいに「おしゃれの店・平和堂」を出店[6]。
- 1961年（昭和36年）6月 - ハトの謝恩券（シール）発行
- 1962年（昭和37年）9月 - 彦根市銀座街に「衣料スーパー」を設立[6]。
- 1963年（昭和38年）10月 - 「靴とカバンの店・平和堂」「おしゃれの店・平和堂」「衣料スーパー」の3店舗を「ジュニアデパート平和堂」に統合し、彦根市銀座商店街に建設した彦根店ビルに出店。現在（2010年代）に繋がるスタイルとなる[6]。
- 1966年（昭和41年）11月 - 彦根店ビルに衣料・雑貨・食品販売の総合スーパー「食品スーパーマーケット」を開設する[6]。
- 1968年（昭和43年） - 滋賀県草津市にて第2号店（現・くさつ平和堂）が開店。以後、滋賀県下を中心に多店舗展開を始める。
- 1971年（昭和46年）5月 - 年商50億円突破
  - 6月 - 販売会社の「株式会社フレンド」を設立。（1978年2月、平和堂と合併）
  - 9月 - 八日市店オープン。（ボウリング場併設）
  - 9月 - 株式会社フレンドの1号店となる、野洲フレンド店オープン。
- 1972年（昭和47年）10月 - 平和堂労働組合の発足[6]。
- 1973年（昭和48年）
  - 10月 - 福井県敦賀市にて、同県内第1号店かつ滋賀県外初進出となる敦賀店（現在のアル・プラザ敦賀）が開店。同社としても敦賀市内の商業施設としても初の1万平方メートル級の大型店舗であった。
  - 日本チェーンストア協会に加盟。
- 1974年（昭和49年）
  - 6月 - 平和堂ハトの会、および、協同組合平和堂同友店会の発足[6]。
  - 中堅スーパーマーケット6社とともに日本流通産業（ニチリウ）を設立。
  - 11月 - 滋賀県大津市に大津店オープン。初の県庁所在地での大型店舗。
- 1975年（昭和50年）8月 - 甲西店オープン。初の小型店
  - 9月 - 水口店オープン。県下初の郊外型ショッピングセンター、現アル・プラザ水口。
  - 10月 - 社旗・社歌と“二羽のハト”を制定する。
- 1978年（昭和53年）
  - 京都府舞鶴市の小売店エールを買収し、子会社化。
  - 宇治市にて京都府内第1号店となる小倉店が開店。
- 1979年（昭和54年）11月 - 彦根駅前に「アル・プラザ」1号店としてアル・プラザ彦根が開店[6]。
- 1981年（昭和56年）10月 - 大阪証券取引所第二部 京都証券取引所に、株式上場[6]。
- 1982年（昭和57年）6月 - 500平方メートル未満のミニスーパー第1号店のスーパーフレンド武佐店が開店。
- 1984年（昭和59年） - 大阪証券取引所第一部に株式上場。「株式会社平和フーズ（現株式会社ユーイング）」設立。「平和堂厚生年金基金」発足。
- 1986年（昭和61年）12月 - フレンドマート原店が開店[6]。この店舗からスーパーフレンドは安売りのイメージがある「スーパー」（「スーパーマーケット」の「スーパー」）を省いた「フレンドマート」へ名称を変更[6]。
- 1987年（昭和62年）11月 - 茨木市にて大阪府内第1号店となる真砂店が開店[6]。
- 1989年（平成元年）
  - 5月 - 創業者・夏原平次郎が社長職を長男・夏原平和に譲って取締役会長に就任する[21]。
  - 7月 - 小松市にて石川県内第1号店となるアル・プラザ小松が開店[6]。
- 1990年（平成2年）11月 - 東京証券取引所第一部に株式上場[6]（滋賀県の企業では3番目）。
- 1994年（平成6年）
  - 7月 - 中国の湖南省より平和堂に対して、合弁事業による百貨店の出店依頼がある[22]
  - 12月 - 湖南省と平和堂の合弁契約調印式[22]。
- 1995年（平成7年）4月26日 - 滋賀県多賀町に「多賀流通センター」を開設[23]。
- 1996年（平成8年）
  - 2月 - 平和堂最大級の店と言われる、ビバシティ彦根が開店。
  - 5月 - 中国湖南省長沙市にて、湖南省との合弁会社・湖南平和堂実業有限公司（現・平和堂（中国）有限公司）を設立し、中国第1号店かつ海外初進出となる湖南平和堂五一広場（湖南平和堂本店）を着工[22]。当初の投資予算は50億円で、うち湖南省側が10億円、平和堂側が40億円を負担することになった[22]が、用地確保の際に買い取った用地を湖南省に寄付せざるを得ない法的システムが計算外の支出に繋がり、最終的に総予算は100億円に膨らんだ[22]。
  - 11月30日：富山県小杉町（現・射水市三ヶ）にて富山県内第1号店となるアル・プラザ小杉が開店[24]。
- 1998年（平成10年）11月8日：中国第1号店かつ海外初進出となる「湖南平和堂商貿大厦」を同市にて開業[25]（湖南平和堂五一広場、湖南平和堂本店）[22]。
- 2004年（平成16年） - 愛知県一宮市の小売店グランドタマコシの店舗を引き継いで平和堂東海が営業開始。平和堂リサイクルセンター開設。
- 2005年（平成17年）9月1日 - 岐阜県大垣市のヤナゲンを引き継ぎ、100%子会社として新設された株式会社ヤナゲン2店と株式会社ヤナゲンストアー7店が営業を開始[18]。2006年（平成18年）7月に、平和堂東海と経営統合[20]。
- 2006年（平成18年）4月29日 - 尼崎市にて兵庫県内第1号店となるアル・プラザつかしんが開店[26][6]。
- 2007年（平成19年）
  - 7月13日 - フレンドマート梅津店が開店し、これをもって平和堂の店舗数は100となる（平和堂東海、エール、ヤナゲン除く）。
  - 10月1日 - 中国湖南省長沙市にて、中国における第2号店となる湖南平和堂東塘店を開業[27]。
- 2009年（平成21年）
  - 7月21日 - 子会社である平和堂東海を吸収合併。この合併により、平和堂の店舗数は123になった。
  - 9月26日 - 中国湖南省株洲市にて、中国進出3店舗目となる湖南平和堂株洲店を開業[28]。
- 2010年（平成22年）6月19日 - 創業者・夏原平次郎が91歳で死去[29]。
- 2011年（平成23年）9月22日 - 大阪市西淀川区にて、大阪市内第1号店となるフレンドマート西淀川千舟店が開店[30]。
- 2012年（平成24年）
  - 2月21日 - 株式会社丸善が子会社（平和堂の完全子会社）となる[31]。
  - 8月1日 - 湖南平和堂実業有限公司が「平和堂（中国）有限公司」に社名変更[32]。
  - 9月15日 - 日本国政府による尖閣諸島3島の国有化を機に中国で反日暴動が発生。他の日系企業と同様、中国における平和堂の3店舗（湖南平和堂の五一広場［本店］・東塘店・株洲店）にもデモ参加者が押し寄せ、暴徒化して店に多大な被害をもたらした。詳しくは「その他」節と「#2012年中国の反日活動」を参照。
- 2013年（平成25年）
  - 4月 - 中国湖南省長沙市に中国第4号店であるAUX（奥克斯）広場店を出店[32]。
  - 12月12日 - イメージキャラクターとして「はとっぴー」を制定。
- 2015年（平成27年）7月17日 - アル・プラザの新業態の店舗「アルプラフーズマーケット大河端（おこばた）」を石川県金沢市に開店[33]。
- 2016年（平成28年）
  - 4月1日 - 電力の小売販売を関西電力管内の店舗で受付開始[34]（中部電力管内は翌月、北陸電力管内は2018年に販売開始）。
  - 7月1日 - 電子マネー「HOPマネー」のサービスを開始。
- 2017年（平成29年）2月13日 - 本社を滋賀県彦根市西今町に移転[35]。
- 2018年（平成30年）
  - 4月27日 - 旧大津パルコ跡地に開業したOh!Me大津テラス（滋賀県大津市）に「フレンドマート大津テラス店」を開店[36][37][38]。
  - 12月1日 - 平和堂公式Vtuber 「鳩乃 幸（はとの さち）」がデビュー[39]。
- 2019年（令和元年）12月5日 - 平和堂全店で「PayPay」および「LINE Pay」を導入[40]。
- 2020年（令和2年）11月12日 - 2018年（平成30年）8月に閉店した、平和堂石山店跡に「平和堂石山」を開店[41]。
- 2021年（令和3年）3月27日 - 「PayPay」および「LINE Pay」に追加して「楽天ペイ」や「ゆうちょPay」などのQRコード決済サービスを拡大[注釈 4][42]。
- 2021年（令和3年）4月2日 - 草津市立市民総合交流センター（キラリエ草津）の商業施設棟（同棟1階）に「フレンドマート草津大路店」を開店[43]。
- 2022年（令和4年）3月1日 - 平和堂のテーマソング『かけっことびっこ』を西川貴教（滋賀県出身）が熱唱し、2022年3月末から同年12月末まで各店舗で流すこととなった。1時間に2回、24分（西川貴教のにし）、55分（ゴーゴー）に流れる。
- 2023年（令和5年）
  - 2月1日 - 彦根総合スポーツ公園内の2つの競技場のネーミングライツパートナーを取得し、名称を陸上競技場を「平和堂HATOスタジアム」、補助競技場を「平和堂げんきっこフィールド」と決定した。
  - 2月24日 - 好評につき、『かけっことびっこ』西川貴教ver.の店内放送を再開すると発表。さらに、1年間、西川貴教が「平和堂特命ジェネラルマネージャー」に就任し、平和堂の取り組みなどをPRしていくことも発表した。
  - 9月28日 - 新業態の「『フレンドマートスマート』茨木サニータウン店」をオープンした。小さくても運営が成り立つ仕組みを確立し、運営コストを抑えて効率的に運営できる小型店を目指す。
  - 9月29日 - 連結子会社の丸善を吸収合併することを発表した[44]。合併理由はグループの営業力の強化および経営効率の向上である[44]。この合併には平和堂を存続会社とする吸収合併方式が用いられ、丸善が解散することも併せて発表している[44]。
  - 10月27日 - 「ビバシティ彦根」を全館リニューアルし、グランドオープン[45][46]。
- 2024年（令和6年）
  - 6月19日 - 国立循環器病研究センターとの間で「国民の生活習慣病予防と健康寿命延伸促進」を目的とした連携協定を締結する[47]。
  - 8月19日 - 子会社の丸善が有する各店舗の屋号見直しを発表[31]。野洲・彦根・能登川の各店はフレンドマートに、守山・石部・アストの各店は丸善（屋号はそのまま残ったが、平和堂が運営する店舗として営業）となることが確定した[31]。
  - 8月21日 - 子会社の丸善を吸収合併する[31][48][49]。

## 日本国外への進出

### 中国への進出
滋賀県と中華人民共和国湖南省が友好協定を結んでいる縁から、平和堂は湖南省にも進出している。最多時は4店を展開したが、中国沿海部からの大型ショッピングモールの進出、インターネット通販の普及、新型コロナ禍を受けて3店を閉鎖し、2023年時点では中国初の店舗でもある五一広場店のみが営業している。
省長からの「省の発展のため、大型商業施設を出店してほしい」との招請に応えたもので、1998年に省都長沙市に合弁会社湖南平和堂実業有限公司を設立し、長沙市の中心繁華街・天心区五一広場に湖南平和堂五一広場店（湖南平和堂本店）を開業した。平和堂最大級となる高級百貨店店舗で、湖南省初の外資系商業施設であった。従来の中国国営百貨店にはない日本式の先進的な商業サービスが受けて湖南省でナンバー1百貨店の地位を確立することとなり、「高級品を買うなら平和堂」といわれるほど圧倒的信頼を得ることに成功した。なお、五一広場店の建設に際して工事現場から三国時代の呉の大量の木簡・竹簡が発見されている（走馬楼呉簡）。
2007年10月1日には同市にて、中国2店舗目となる湖南平和堂東塘（トンタン）店を開業。2009年9月26日には株洲市にて、中国3店舗目となる湖南平和堂株洲（シュシュウ）店を開業した。
2012年8月1日、湖南平和堂実業有限公司は社名を平和堂（中国）有限公司に変更し、中国における第4号店となる「AUX（奥克斯）広場」を長沙市岳麓大道57号沿いに出店することも併せて発表した（2013年4月開店）。

#### 2012年中国の反日活動による影響
日本国による尖閣諸島国有化を機に中国各地で発生した反日活動が暴動に発展した2012年9月15日には、他の日系企業と同様、湖南平和堂五一広場および東塘店にも中国当局の許可（旗など反日スローガン用具の配布を含む）の下でデモ活動参加者が大挙して押し寄せ、やがて暴徒化して店内にも侵入し、本店は外装1階および内装6階までが破壊され、貴金属を始めとする商品のほとんどを略奪された。東塘店でも同様の破壊と略奪があり、両店合わせた被害額は日本円で10億円以上に及び、数か月間は営業ができない見通しとなった（※当時の湖南平和堂本店の売上高は1日あたり4000万円前後）。店内にいた日本人社員および現地社員に被害は無かった。株洲店も同様に襲撃され、被害を受けた。なお、平和堂での暴動の様子は映像が豊富なこともあって、係る事件で多大な損害を受けた日系企業の代表例として日本の国内ニュースで大きく取り上げられた。中国当局はこのたびの日系企業の被害に対して謝罪の意を示すことはなく、日本国側に全面的責任があるとして、反対に自制と謝罪を要求し、反日デモには後押しする姿勢さえ見せた。中国や湖南省が日系企業の損害を賠償する見込みは無い。
五一広場と東塘店は暴動発生から約1か月半後の10月27日、インターネットを通じて「再び襲撃する」との脅迫を受けるなか、厳重な警戒態勢を敷きつつ営業を再開した。株洲店の営業再開は遅れている。先の事件での中国3店舗合わせての直営部分の被害額は約5億円と算出され、うち4億円は保険の補償対象になる見通しとなった。3店舗の営業機会損失額は、再開時期が約1か月早まったことから13億円との当初の予想を下回り、10億円以下に抑えられる見込みが立った。一方、直営部分と入居テナント部分を合わせて被害総額は約35億円に上ることが明らかとなった。なお、暴動から再開に至る経緯およびその後の動向は2012年10月30日と同年12月18日の日経スペシャル ガイアの夜明けでも報道された。
9月18日、各社報道番組が反日暴動事件を伝えるなか、『みのもんたの朝ズバッ!』（TBSテレビ）と『とくダネ!』（フジテレビ）が平和堂創業者一族を「在日中国人の華僑」と誤報し、抗議の結果、訂正・謝罪した。

### 韓国への進出構想
かつては大韓民国への進出構想もあった。韓国の経済発展が目覚ましかった1980年代、韓国財閥のヘテがGMS事業を学ぶために日本の流通業を視察し、平和堂に技術援助を申し出たことに始まる。申し出を受けて平和堂は1989年にヘテと援助契約を締結し、韓国人研修生の受け入れや指導を行った。その成果として翌年にはヘテ高徳店（ソウル特別市江東区）が開店した。合弁会社の設立も計画されたが、韓国の流通業資本自由化が遅れたために頓挫した。

## その他

### イメージソング
創業20周年記念に作られた歌。題名は「かけっこ とびっこ」で、全店舗で毎時23分と51分に流れている。彦根市の広告会社社員鈴木和彦を中心に、平和堂社員を交えて作詞された。作曲者は記録がないため不明。歌は葉村エツコだった。滋賀県出身のシンガーソングライターである西川貴教(T.M.Revolution)がラジオ番組で紹介したのをきっかけに注目され、それを機に歌詞の「いじめっこ」を「げんきっこ」に、「なきむしも」を「なかよしも」に、「ママのおともで」を「ママのあとから」に変更し、歌い手も大倉詩乃美に一新され、店内で頻繁に流されるようになった。2009年7月30日からはネット配信も行われている。2022年には、創業65周年を記念して前述の西川貴教が同曲を歌唱し、2022年3月1日から同年12月31日までの期間限定で各店舗で放送（時間が異なり、西川にちなんだ毎時24分と「ゴーゴー」をもじった毎時55分になる）。その後2022年12月で西川貴教バージョンの放送は一旦終了したが、好評だったことから2023年2月24日から再び放送することが決定した。

### 電子マネーの導入
生鮮食品を主力商品とするスーパーマーケットグループとしては電子マネーへの取り組みを早くから行っており、国内全店舗の直営売場で2007年（平成19年）9月20日までにiDおよびEdy（携帯電話のみTポイントなど貯まることになる）の導入を完了し、同年10月10日までにQUICPayの導入を完了した。また、一部店舗では専門店街のレジが更新され、iD・Edy・QUICPayが使用できるようになった。2009年（平成21年）4月からはHOP-EdyカードとHOP-VISAカードの導入により、他の電子マネー（携帯電話方式含む）での支払いはポイントの対象外になった。2016年には、平和堂独自の電子マネー「HOPマネー」を導入し、会員カード「HOPカード」に紐付けしている。

### イメージキャラクター
頭にハトの被り物をつけ、平和堂のマークが入った服（販促によってデザインが変わる）を着た「はとっぴー」というイメージキャラクターがいる。2013年7月から9月にかけて一般公募が行われ、社内選考とインターネット上での人気投票を経て、3033件の応募のなかから大阪府の女性によるデザインが最優秀作品に選ばれ、12月11日に公式発表された。

### バーチャルYouTuber
2018年12月1日からバーチャルの平和堂従業員「鳩乃 幸（はとの さち）」がバーチャルYouTuberとしてデビューした。インターネットを通じて認知度を高め、身近に感じてもらうことが目的である。

## 展開する店舗

### 業態
当項では主な業態を簡潔に解説する。
- アル・プラザ
  - 平和堂を核店舗とし、専門店街やレジャー施設などで構成される複合型ショッピングセンター[70]。
- 平和堂
  - スーパーマーケット形態の店舗のこと。同店舗の名称は運営企業の名称と同一である。
- フレンドマート
  - 食料品を中心としたスーパーマーケットであり[70]、売り場面積は500平方メートル未満である。なお、旧称は「スーパーフレンド」であった[71]。
- フレンドマート・G
  - フレンドマートの上位互換[72]。
- フレンドマート・D
  - ディスカウント業態の実験店[73]。
- フレンドマートスマート
  - 売り場面積を150坪（約500平方メートル）に抑え、すべてのレジをセルフレジに変えた小型店舗[74][75]。
- フレンドタウン
  - フレンドマート（近畿地方・北陸地方）や平和堂（東海地方）を核店舗とした専門店街併設店の愛称[70]。

#### 店舗画像ギャラリー

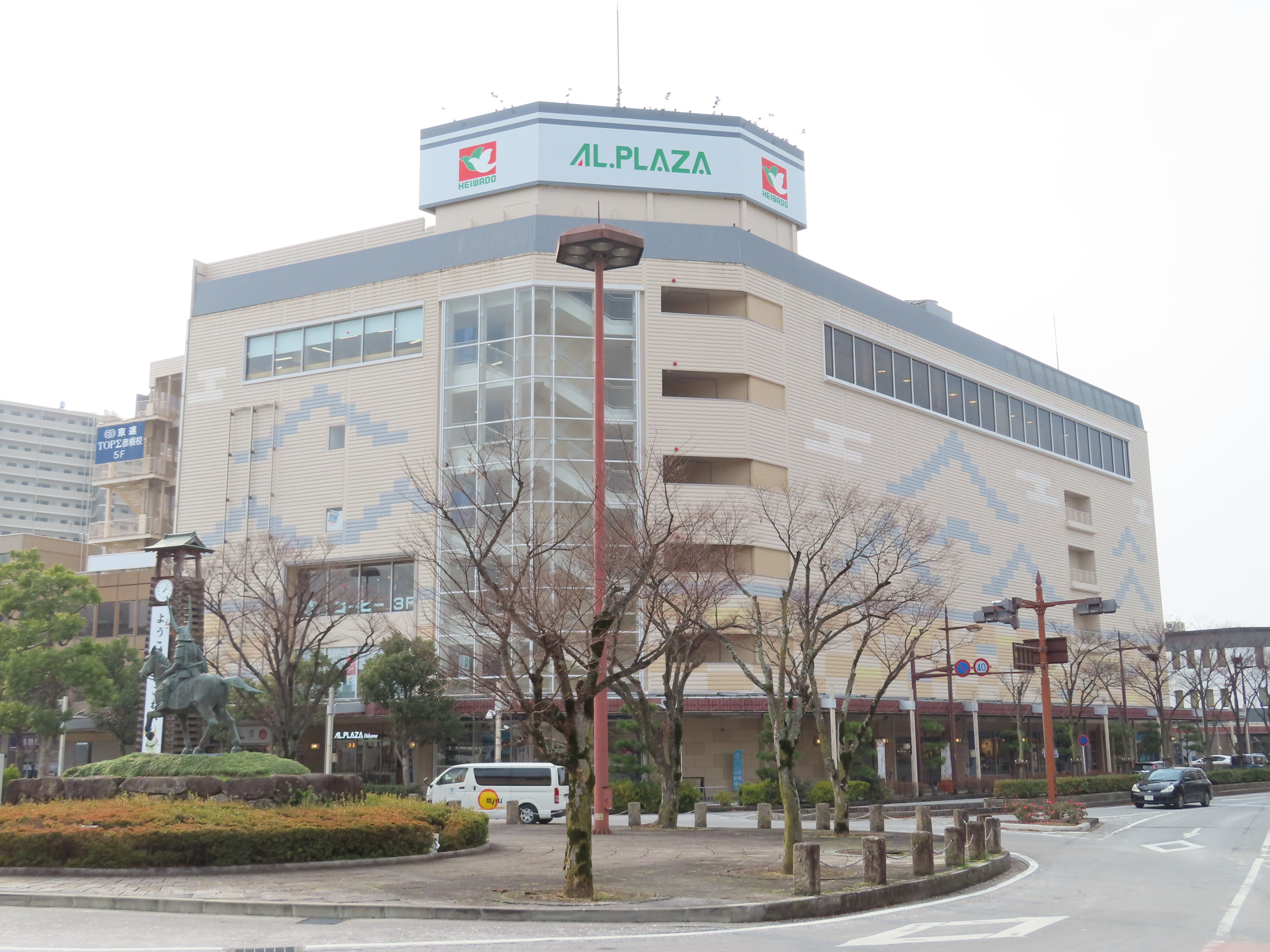
- アル・プラザ彦根 - （滋賀県彦根市）
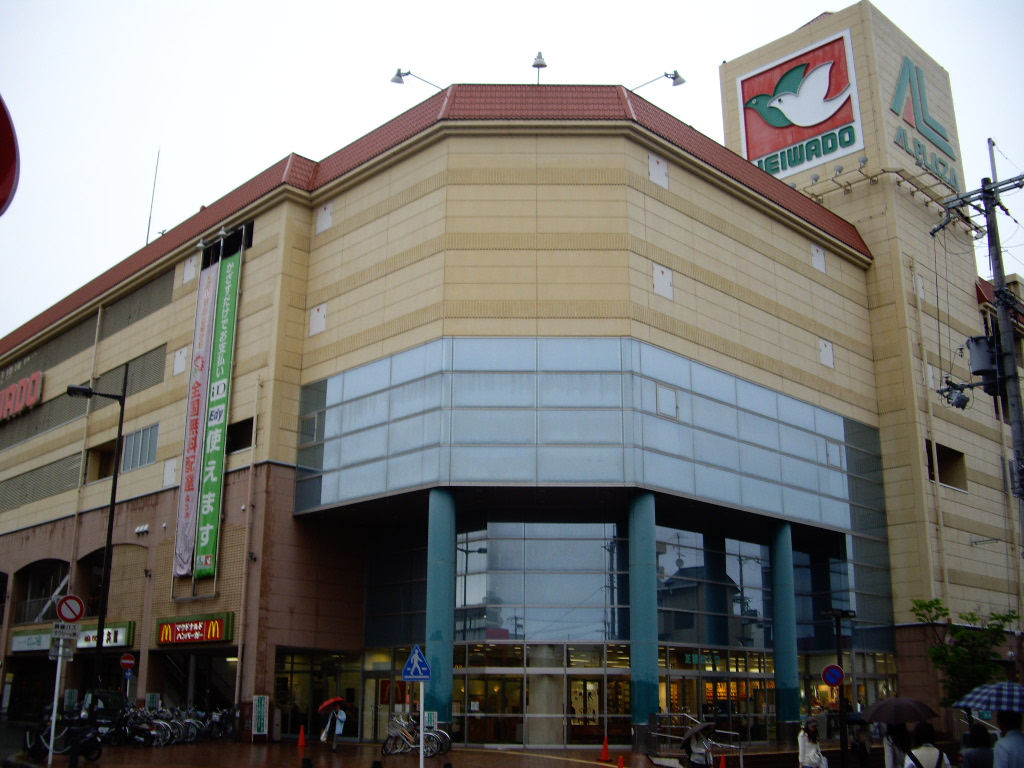
- アル・プラザ京田辺 - （京都府京田辺市）
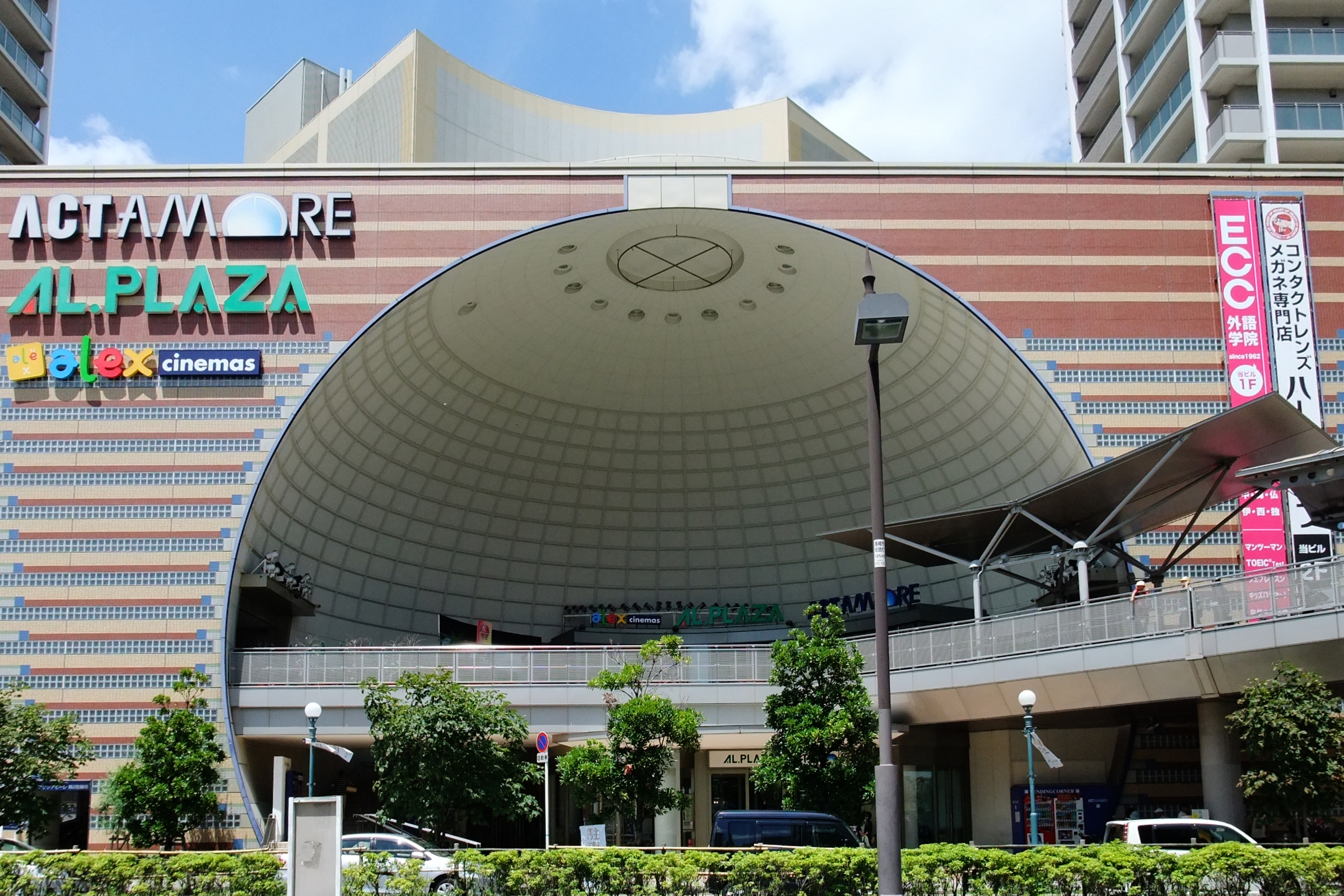
- アル・プラザ高槻 - （大阪府高槻市）
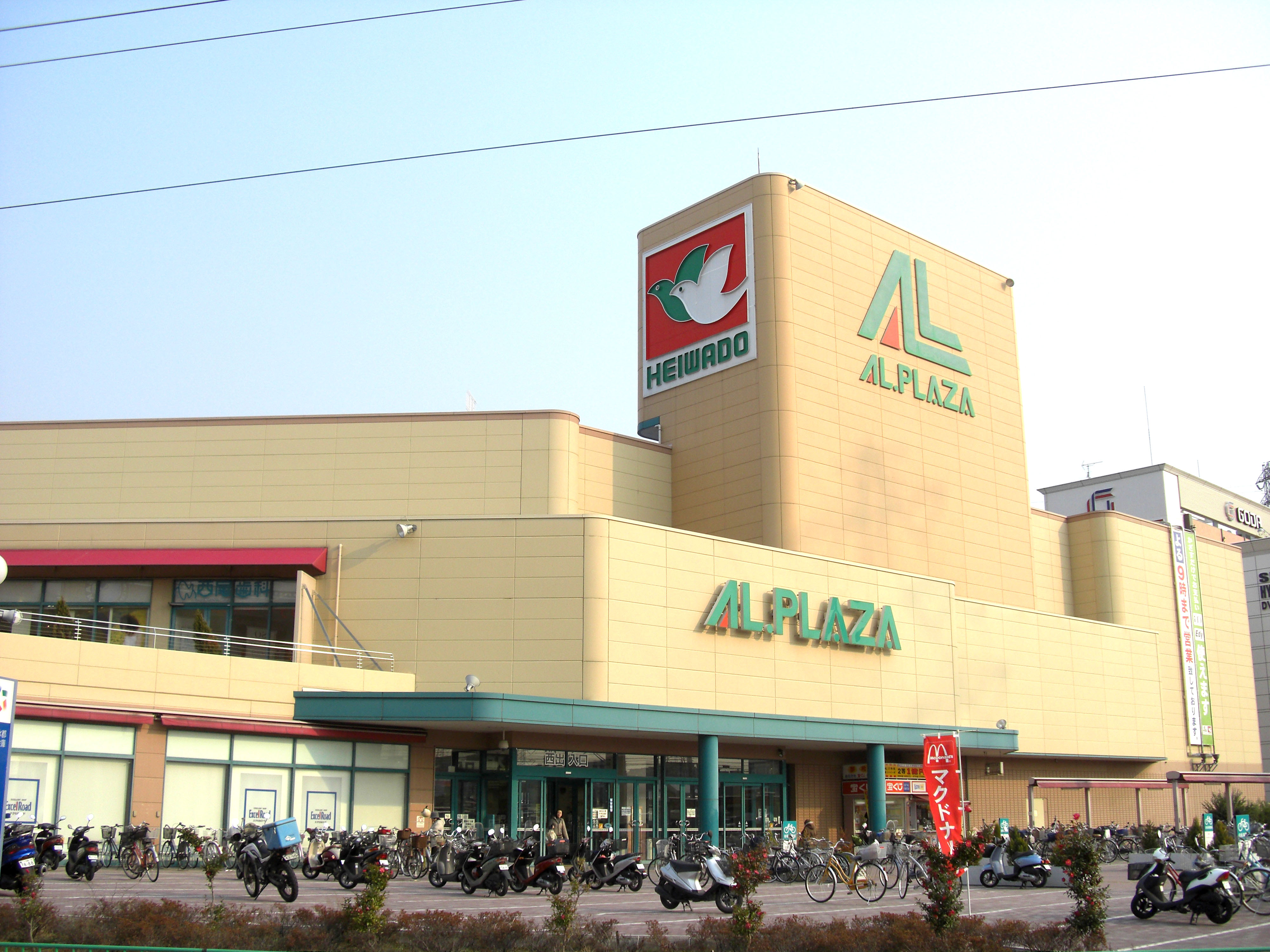
- アル・プラザ茨木 - （大阪府茨木市）
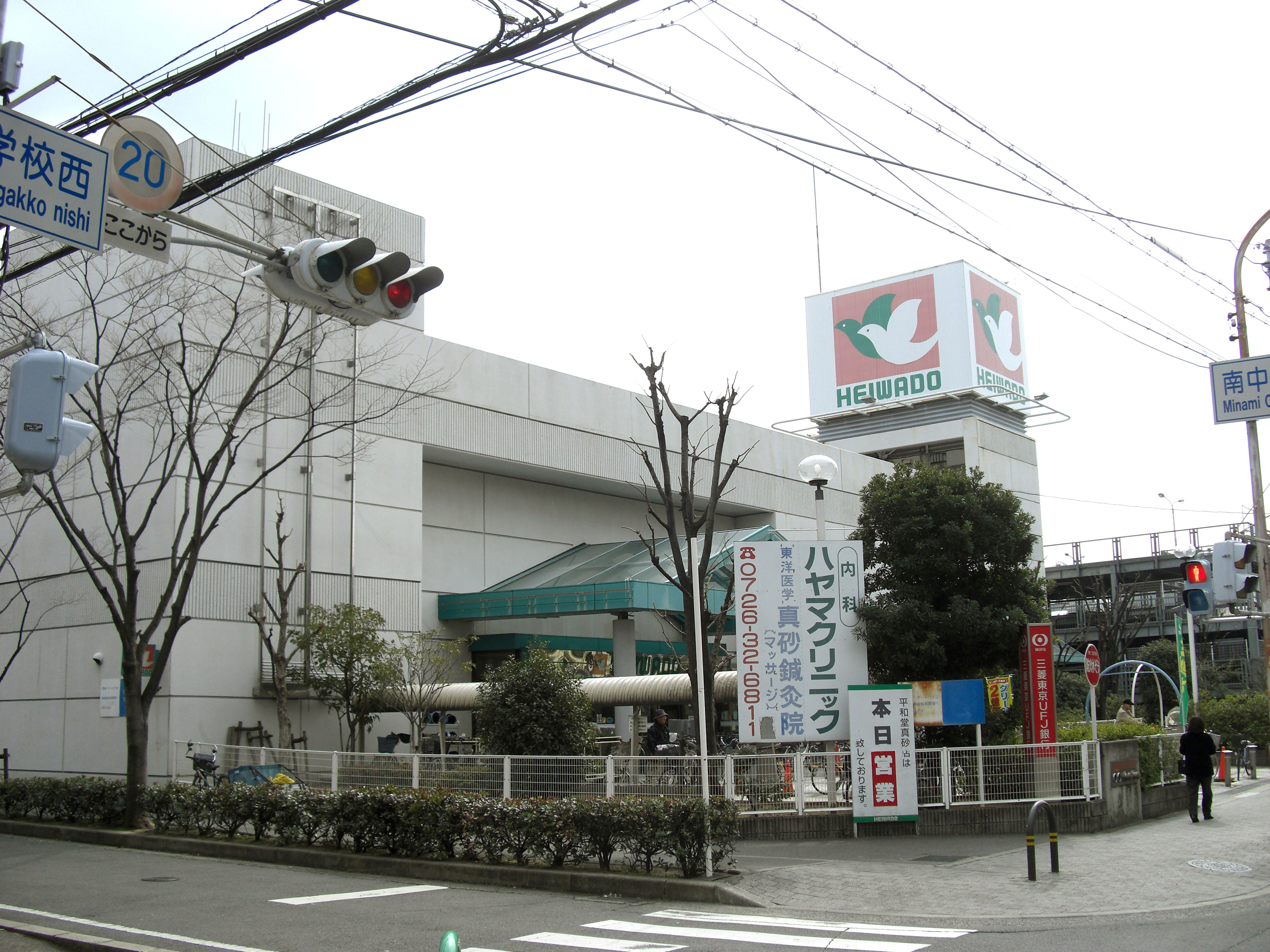
- 平和堂真砂店 （大阪府茨木市）
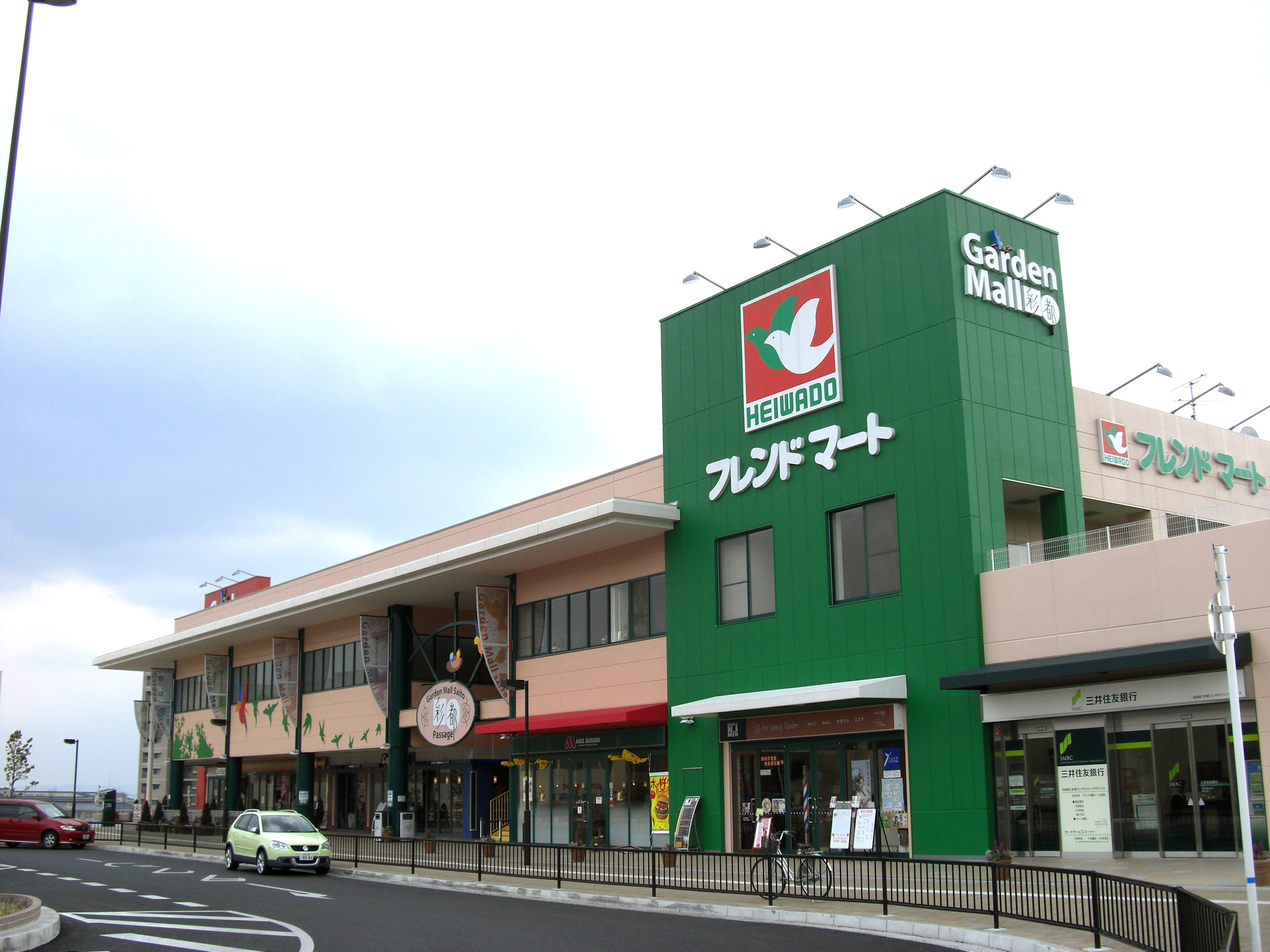
- フレンドマート彩都店 - （大阪府茨木市）
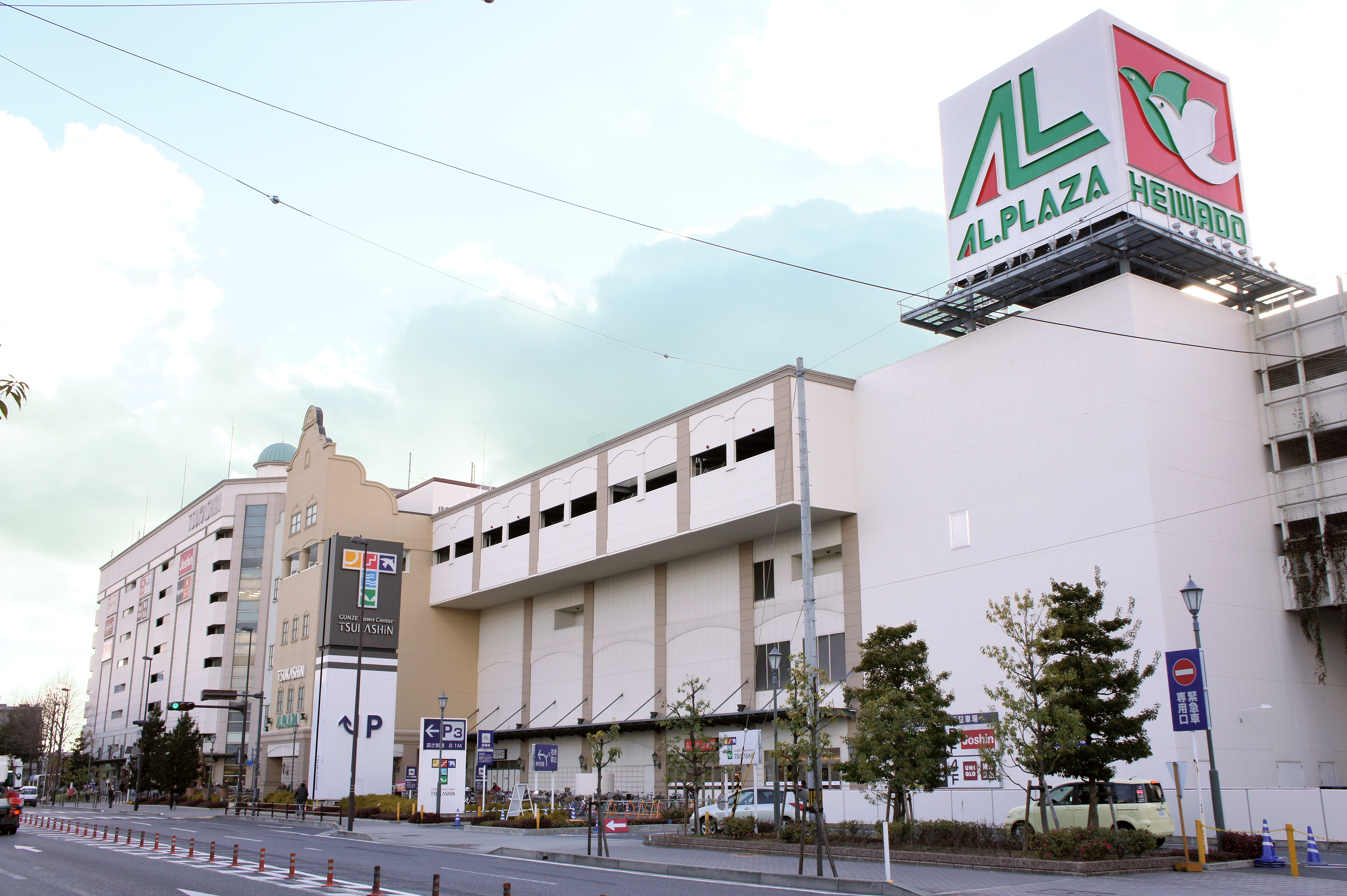
- アル・プラザつかしん - （兵庫県尼崎市）
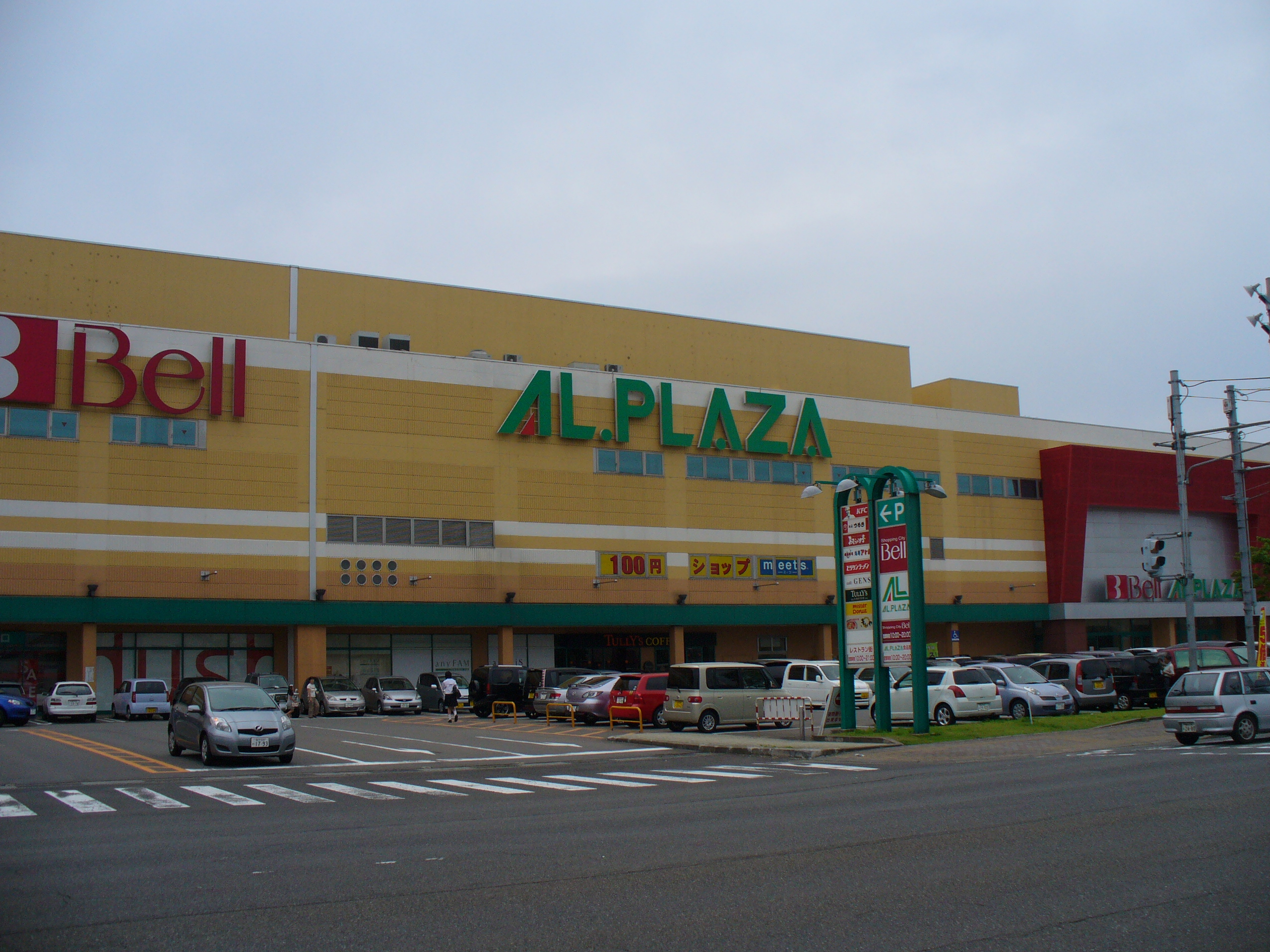
- アル・プラザベル - （福井県福井市）
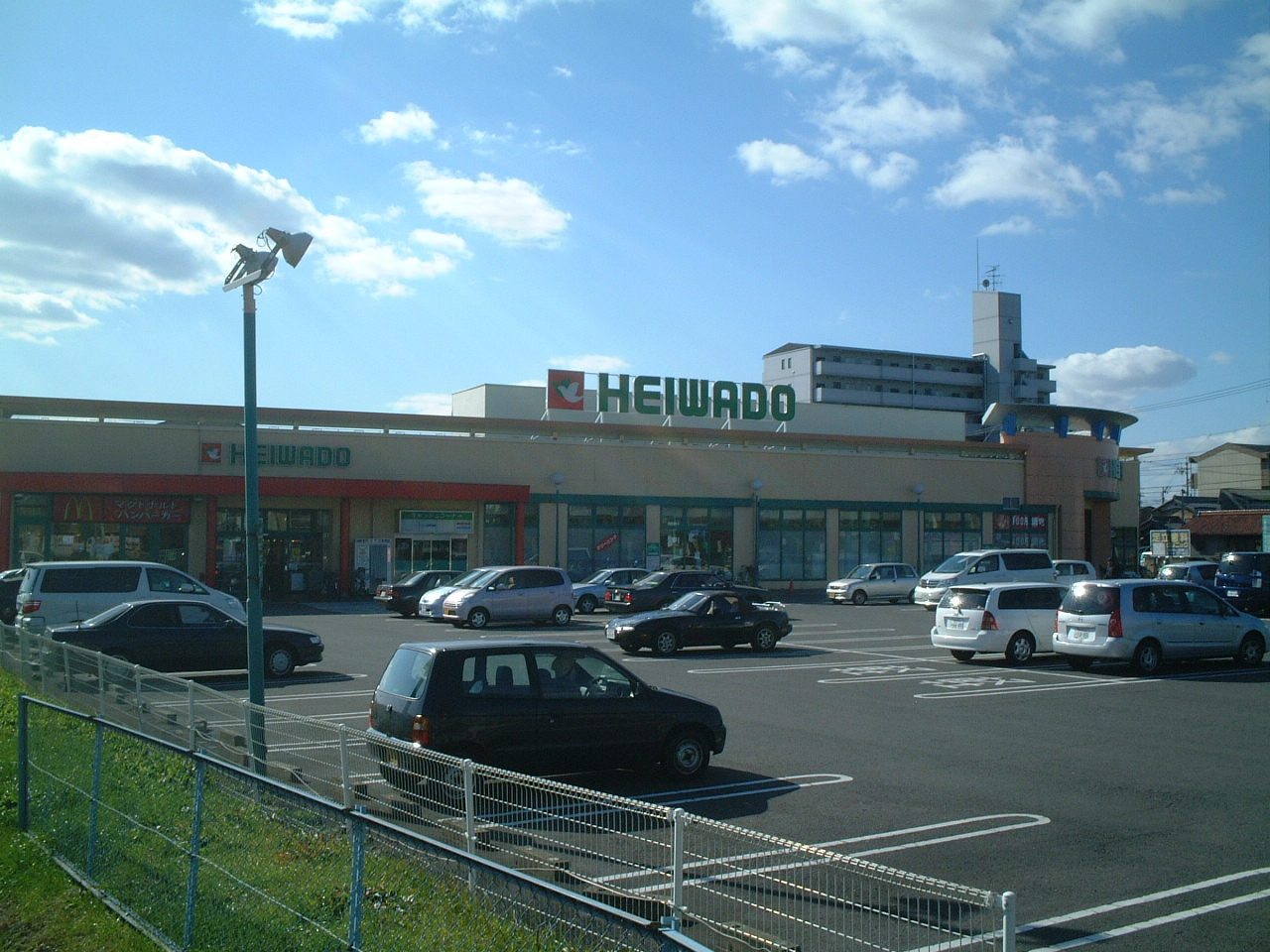
- 平和堂牛野店 - （愛知県一宮市）
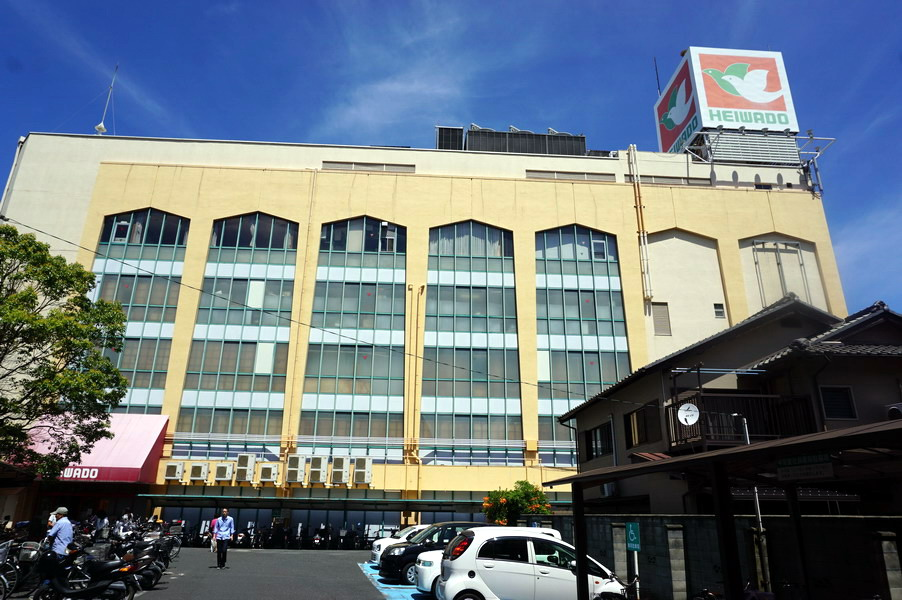
- （旧）平和堂石山店（2018年8月閉店） - （滋賀県大津市）
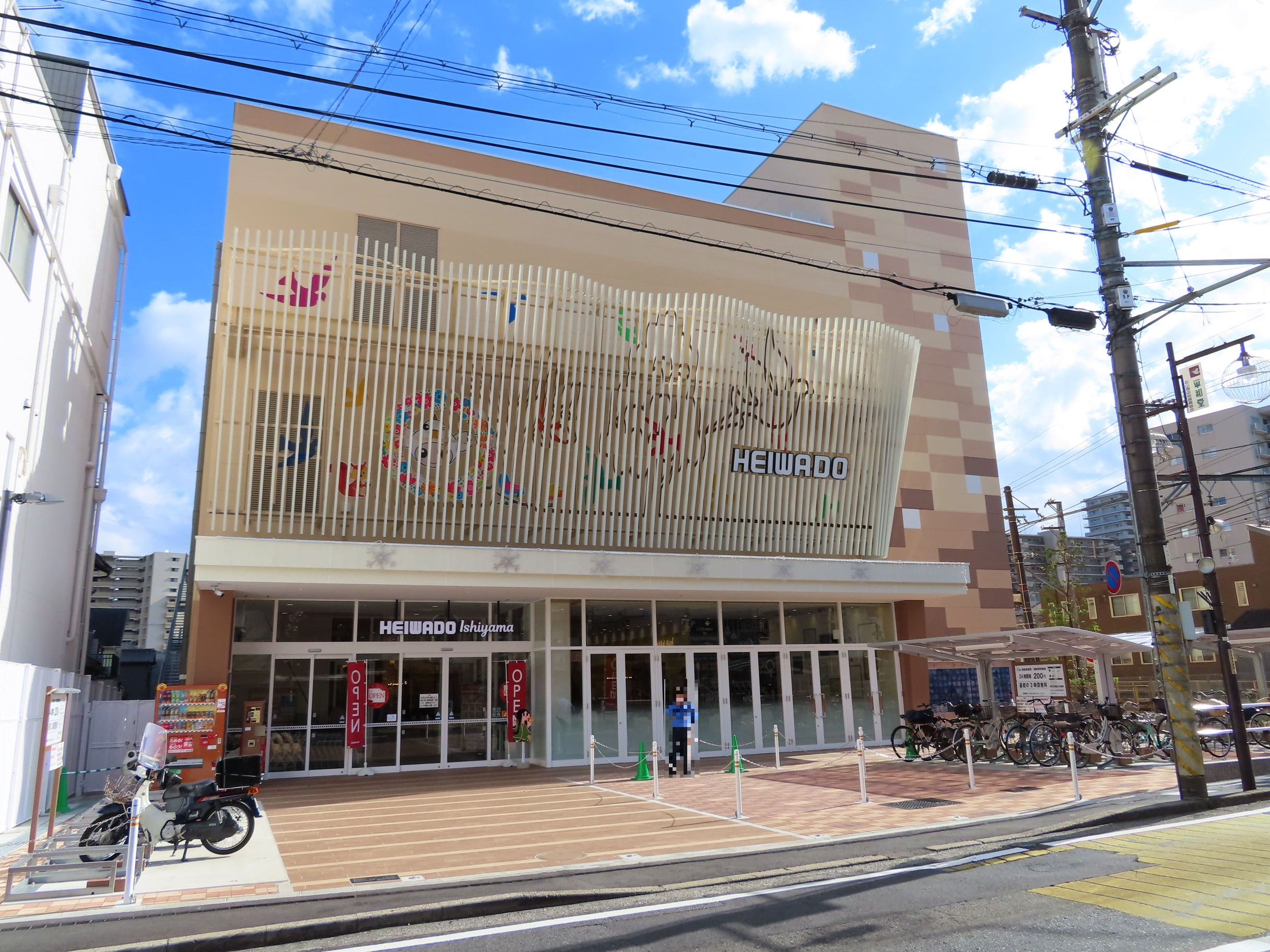
- （新）平和堂石山（2020年11月開店）
  - （滋賀県大津市）

### アル・プラザ
滋賀大学経済学部の元教授小倉栄一郎がALL PLAZA（すべてのものが寄り集まる広場）からAL・PLAZAと命名。直訳すると「すべて集まる場所」という意となる。平和堂を核店舗とし、専門店・レストラン・レジャー施設などで構成される複合型ショッピングセンターである。

### 平和堂
総合スーパー（GMS業態）の愛称であり、運営企業の名称と同一である。東海地方にはフレンドマートの店舗が無いため、食料品のみを取り扱う店舗であってもこの愛称を用いている。なお、アル・プラザも総合スーパーを展開しているが、あくまでブランドであり、（専門店などの）テナントも多数あるため区別されている。

#### 近畿

##### 滋賀県
- 彦根銀座店（彦根市）  - 平和堂第1号店・創業の地。改装や増築を繰り返しているが、階段と屋上（現在は閉鎖）は創業当時の姿を留める。滋賀県で初めてのエスカレーターが設置された。現在は使用を停止し、歴史を紹介している。

##### その他
- 100BAN店（京都府宇治市）  - 1969年建替の大久保100番館にニチイ大久保店が移転した後、開店。
- 真砂店（大阪府茨木市）  - 大阪府第1号店。

#### 東海
- ノースウエスト店（岐阜県大垣市）  - 旧ヤナゲンストアーノースウエスト店として1992年（平成4年）8月開店[76]。2007年7月に改装オープンしたものの店舗内の一部にヤナゲンノースウエストの熊のマークが残る。
- うぬま店（岐阜県各務原市）  - 旧ヤナゲンストアー（スーパーバリューハッピー）うぬま店として[77]、1995年（平成7年）7月30日に開店[78]。
- 東海日野店（岐阜市）  - 旧ヤナゲンストアーとして1987年（昭和62年）に開店[79]、大幅に増床・改装して大型食品スーパー（SSM) のスーパーバリューハッピー日野店として1996年（平成8年）5月13日に新装開店した[80]。
- 穂積店（岐阜県瑞穂市）  - 旧ヤナゲンストアー（スーパーバリューハッピー）穂積店。
- 高富店（岐阜県山県市）  - 旧タマコシ・SAMタカトミ。
- 大野店（岐阜県揖斐郡大野町）  - 旧タマコシ・SAMオオノ。
- 稲沢店（愛知県稲沢市）  - 旧タマコシ稲沢店。
- 祖父江店（愛知県稲沢市）  - 旧タマコシ祖父江店。
- 牛野店（愛知県一宮市）  - 旧タマコシ牛野店。
- 木曽川店（愛知県一宮市）  - 旧タマコシ木曽川店。
- 尾西店（愛知県一宮市）  - 旧タマコシ尾西店。旧店舗はエレベーターなしの4階建であったが、改築で平屋に。
- 江南店（愛知県江南市）  - 旧タマコシ江南店・SAMコウナン（通称SAMタマ）。総合スーパーとして運営中。
- 扶桑店（愛知県丹羽郡扶桑町）  - 旧タマコシ扶桑店。
- 豊成店（名古屋市中川区）  - 2010年（平成22年）9月8日にオープンした名古屋市内初店舗[81]。
- 長久手店（愛知県長久手市[注釈 6]）  - 2011年（平成23年）9月29日にフレンドタウン長久手の中核店舗としてオープン[82]。
- 春日井宮町店（愛知県春日井市）  - 春日井市内初店舗。元ゲオ本社跡地に建設。2015年5月22日オープン[83]。
- 春日井庄名（）店（愛知県春日井市）：2015年11月26日オープン[84]。
- ビバモール名古屋南店（名古屋市南区）  - 旧日清紡績名古屋工場跡地に建設されたスーパービバホームを中心とする「ビバモール名古屋南」に出店した。2015年12月10日開店[85]。
- ららぽーと愛知東郷店（愛知県愛知郡東郷町）  - 2020年（令和2年）9月14日に開業した「ららぽーと愛知東郷」の食品部門として出店した[86][87]。
- ビバホーム一宮店（愛知県一宮市）  - 旧一宮競輪場跡地に建設されたスーパービバホームを中心とする「ビバモール一宮」に出店した。2021年3月1日開店[88]。

### フレンドマート
食料品を中心としたスーパーマーケット（SM業態）の愛称。同店舗を核とした専門店街併設店（NSC業態）の総称は「フレンドタウン」と呼ばれる（例：フレンドタウンコウカ）。1980年代に「スーパーフレンド」（500平方メートル未満のミニスーパーの愛称）を滋賀県内で展開したことがその前身であり、同店舗は大石店を除く全店（※改称前に閉店した店舗を除く）が「フレンドマート」に改称している。ちなみに、「フレンドマート」の第1号店は1986年12月に開店した原店である。派生店舗として、「フレンドマート・D」（ディスカウント業態の実験店）と「フレンドマート・G」（「フレンドマート」（SM業態）の上位互換と「フレンドマートスマート」（基本売り場面積を150坪〈約500平方メートル〉とし、すべてのレジをセルフレジに変えた小型店舗の業態）がある。

#### 店舗の例
- スーパーフレンド大石店（大津市）  - 現存するスーパーフレンド（「フレンドマート」ブランドの旧称）最後の店舗。2020年に改装工事を行い、同年4月3日にリフレシュオープンしたが[91]、店舗名の改称は行われなかった[91]。
- フレンドマート・G 宇治市役所前店（京都府宇治市）  - 「フレンドマート・G」ブランド唯一の店舗。フレンドマートの高質スーパーブランド[92]。
- フレンドマート・D 小柿店（栗東市）  - ディスカウント実験店の1号店。旧店舗を改装して2004年にオープン[73]。現存する同形態の店舗は武佐店（近江八幡市）がある。
- フレンドマートスマート茨木サニータウン店（大阪府茨木市）  - フレンドマートスマートの1号店[74][75]。同形態の店舗は2026年頃までに10店舗（居抜きを含む）の出店を目指している[75]。
- フレンドマート大津なかまち店（大津市）  - なかまち商店街（菱屋町商店街）の西友大津店跡に開店（2017年9月8日オープン[93]）。開店時からLED照明とオール電化（エコキュートを併設）を採用している[93]。

### 子会社店舗

#### エール
1921年創業の京都府舞鶴市のスーパーマーケット。1978年に平和堂子会社化。
- エール東舞鶴店（舞鶴市）
- エール峰山店（京丹後市）

#### マルゼン
1947年創業のスーパーマーケット。2023年9月28日に平和堂との吸収合併が報じられた。丸善として運営した店舗（吸収合併前）は下記のとおりであるが、平和堂との吸収合併後は屋号（「フレンドマート」・「フレンドマートスマート」・「丸善」の3つ）を使い分けて営業することが2024年8月19日に発表された。なお、同社は平和堂と吸収合併したため、2024年8月21日に解散している。
- 彦根店（彦根市）
  - 吸収合併後はフレンドマート彦根小泉店として営業[31]。
- 能登川店（東近江市）
  - 吸収合併後はフレンドマートスマート能登川佐野店として営業[31]。
- 野洲店（野洲市）
  - 吸収合併後はフレンドマート野洲栄店として営業[31]。
- アスト店（豊郷町）
  - 吸収合併後は丸善アスト店として営業[31]。
- 守山店（守山市）
  - 吸収合併後は丸善守山店として営業[31]。
- 石部店（湖南市）
  - 吸収合併後は丸善石部店として営業[31]。

## かつて存在した店舗

### 平和堂 他

#### 近畿

##### 滋賀県
- 本店（旧店）
- 平和堂川原店：草津市川原町に存在した食品のみの店舗。2000年閉店。
- 平和堂大藪店：業態変更に従い、フレンドマート大藪店として再オープン。
- 平和堂唐崎店：業態変更に伴い、フレンドマート唐崎店として再オープン。
- 平和堂上笠店：業態変更に伴い、フレンドマート上笠店として再オープン。
- 平和堂老上店：業態変更に伴い、フレンドマート南草津店として移転再オープン。
- 平和堂蒲生店：業態変更に伴い、フレンドマート蒲生店として再オープン。
- 平和堂稲枝店：業態変更に伴い、フレンドマート稲枝店として移転再オープン。
- 平和堂大宝店：業態変更に伴い、フレンドマートD大宝店として再オープン。2012年1月20日閉店。
- 平和堂日野店：2014年4月10日に国道307号線沿いにオープンしたフレンドマート日野店[94]に機能移転するかたちで2017年1月7日に閉店[95]。
- 平和堂能登川店：2003年のJR能登川駅前再開発に合わせた業態変更に伴い、フレンドマート能登川店として移転再オープン。
- 平和堂安曇川店：JR安曇川駅前に存在した店舗。老朽化に伴い2010年4月16日に閉店後、2010年4月22日に高島バイパス沿いに移転し、平和堂あどがわ店として再オープン。
- 平和堂江頭店：業態変更に伴い、フレンドマート江頭店として再オープン。
- 平和堂長浜店：JR長浜駅東口前に存在した店舗で、店舗老朽化と市街地再開発事業に伴い、2015年（平成27年）2月7日に閉店した[96]。2階部分で駅東口と歩行者デッキで直結して2015年（平成27年）2月10日に開業した商業施設「モンデクール長浜」の核店舗として「フレンドマート長浜駅前店」を開店した[96]。
- フレンドマート原店：「フレンドマート」改称時に新設された同愛称の第1号店。1986年12月開店[6][71]、2008年7月13日閉店[97]。同店の閉店後はフレンドマート彦根地蔵店として移転再オープン[97]。ドラッグユタカを併設[98]。
- セルバ平和堂 ：守山市のJR守山駅前にあるセルバ守山の地下1階に存在した店舗。
- 平和堂湖東店：業態変更に伴い、フレンドマート湖東店として再オープン。
- グッドマン近江八幡店：平和堂が運営していたホームセンター店舗。業態変更に伴い、TSUTAYA近江八幡店（平和堂FC）として再オープンしたが、TSUTAYA閉店後、跡地にフレンドマートとしてオープン。
- グッドマン五個荘店：業態変更に伴い、フレンドマート五個荘店として再オープン。
- 平和堂栗東店：店舗建て替えをして、フレンドマート栗東店として再オープン。
- アル・プラザ大津：JR大津駅前に存在した店舗。平和堂の第10号店として開店。1986年にESTA（エスタ）に改称、1994年にアル・プラザ大津に再改称したが、老朽化に伴い2016年（平成28年）6月20日に閉店、跡地にはタワーマンションが建設され、1階部分に「フレンドマート大津駅前店」として再出店となった。業態変更で唯一アル・プラザから（二段階）格下げされた店舗。
- 平和堂信楽店：業態変更に伴い、フレンドマート信楽店として再オープン。
- 平和堂近江八幡店：1972年に開店、2016年10月16日に完全閉店。1987年の新装開店以来、当時の社長の発案で5階のレストラン街に滋賀県を模した鉄道ジオラマ「交通パノラマ」が設置されていた。制作はカツミ。大きさ115平方メートル、線路の総延長400メートル、展示車両数約200両（一部は有料で運転可）という本格的なHOゲージ模型で、設置当時には琵琶湖の部分に本物の水を張る構造になっていた[99]。現在解体工事完了、その跡地にマンションを建設中。
- 平和堂甲西中央店：2022年8月28日閉店。近隣の競合店の出店により、売り上げが最盛期の10/1に減少。施設の老朽化もあり、閉店となった。敷地内のCOCO'Sは同年10月20日閉店、サンドラッグは近隣のアル・プラザ野洲に移転オープンした。
- 平和堂野洲店（平和堂フレンド店）：閉店日不詳。アル・プラザ野洲の開店により、閉店。跡地は銀行・駐車場。
- 平和堂堅田店：JR堅田駅前にあった店舗。老朽化に伴い食品館を残して解体され、食品館が2008年（平成20年）11月23日に閉店後、11月28日に同地でアル・プラザ堅田として再オープン。

##### 京都府
- 平和堂小倉店：京都府第1号店。1978年（昭和53年）開店。近鉄小倉駅改札前（神楽田33-7）に出店していた。地下1階地上4階建ての商業施設で、近鉄小倉駅の地下連絡通路と直結していた。2011年12月31日をもって閉店。 地下は食料品や飲食店、1階は花屋、カメラ屋、クリーニング店、薬局、化粧品、お茶屋などテナント、2階は婦人服売り場、3階は、4階は、となっていた。平和堂小倉の閉店後は、京都住宅建設が建物を所有していたが、2020年に解体。跡地利用に関しては、2021年時点では未定。

#### 東海
- 平和堂東海鶴見店：旧タマコシ鶴見SC（ショッピングセンター）。2006年（平成18年）11月25日、同地に建て替えで、アル・プラザ鶴見として再オープン。※詳細は「アル・プラザ鶴見」参照
- アル・プラザ小牧：2007年11月8日開店、2018年1月20日閉店　※詳細は「ラピオ」参照
- なるぱーく店（名古屋市緑区）：2011年（平成23年）3月16日に開業したなるぱーく（旧・イトーヨーカドー鳴海店）1階の食品部門の核店舗として出店し[100]、2021年9月5日に閉店。その後、バローが同年11月19日に開店。

#### 北陸
- 平和堂西福井店：京福電鉄西福井駅（現・えちぜん鉄道福大前西福井駅）の駅ビル内に1979年（昭和54年）1月のビルの開業と同時に出店したが[101]、2002年（平成14年）1月20日に閉店した[102]。店舗跡の駅ビルには、同年3月にスーパーセンターのみつわ西福井店が後継店舗として入居したが[103]、2012年（平成24年）1月に閉店となり[104]、同年12月に食料品スーパーのハニーを核とする「えちぜんCULSA（クルサ）」として新装開店した[105]。
- 平和堂観音町店：福井市日之出3丁目の住居複合ビルの1、2階に存在した店舗。[要出典]
- 平和堂鯖江店：1975年（昭和50年）8月10日開店[106] 。2000年閉店[要出典]。
鯖江市本町2丁目[106]
売場面積3,055m2[106]。
1996年にオープンしたアル・プラザ鯖江（同市下河端）への移転統廃合に伴い閉店。[要出典]

### タマコシ
- タマコシ一宮本店：JR尾張一宮駅前の中心市街地（一宮市本町）に所在し、(株)グランドタマコシの本社も同じビル内にあった。1967年（昭和42年）11月に開店し[107]、(株)グランドタマコシが倒産して平和堂の子会社である平和堂東海（後に平和堂へ吸収合併）が後継企業となったのち、債務整理の為ビルを解体して土地が売却されることとなり、2004年（平成16年）9月30日に閉店した。[108]。現在は分譲マンションとなっている。
- タマコシ浅井店
- タマコシ岩倉店
- タマコシ木田店
- タマコシ千秋店
- タマコシひきえ店
- タマコシ忠節店
- タマコシ鏡島店
- タマコシ茜部店
- タマコシエイト大垣店
- センサ：旧・タマコシ岐阜店 - 1965年（昭和40年）7月に岐阜市の中心市街地柳ヶ瀬商店街の一角に開店し[109]、1983年（昭和58年）にはファッションビル「センサ」に業態転換し、1986年（昭和61年）には北館をオープンさせるなど10-20代向けの品揃えで人気を集めたが、2004年（平成16年）夏に閉店した[110]。

### ヤナゲン

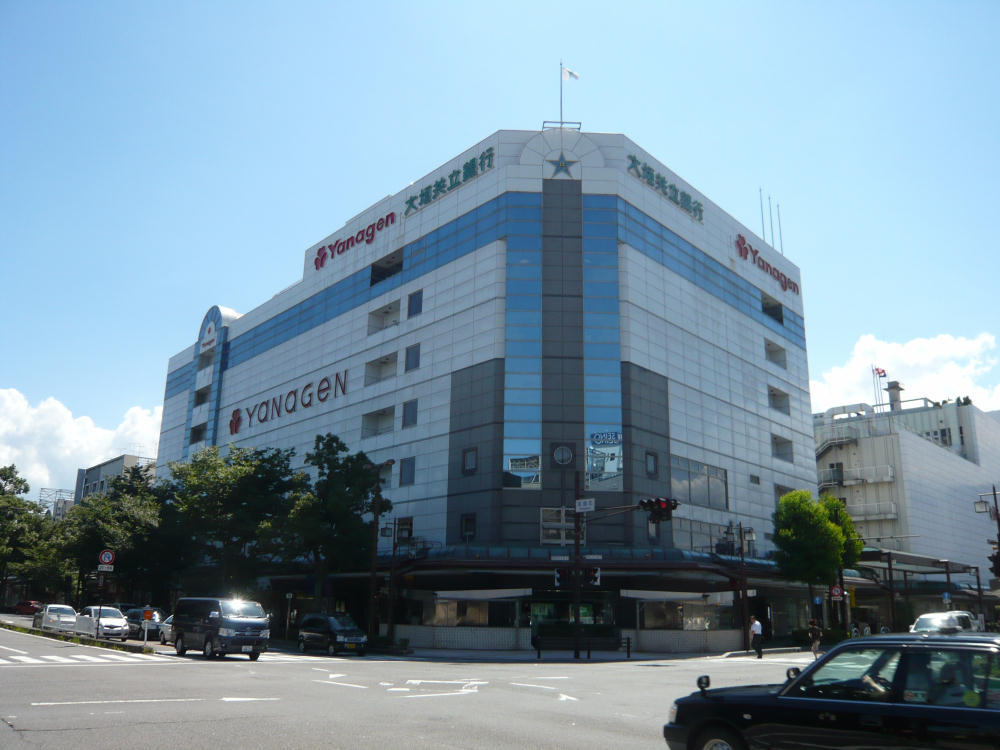
旧・大垣本店

1910年創業の岐阜県大垣市の百貨店。日本百貨店協会、ハイランドグループに加盟。2005年に食品部門の子会社・ヤナゲンストアーと共に平和堂子会社化。
- 大垣本店（大垣市）：2019年8月31日閉店[111]。
- FAL店（大垣市）：2011年（平成23年）7月20日に施設の老朽化を理由に旧店舗を閉鎖し[112]、親会社の当社のショッピングセンター「アル・プラザ鶴見」内に出店しているセレクトショップを拡充して（2代目）FAL店として営業の一部を継承した[113]。2019年9月28日に閉店した[111]。
- 養老店：養老郡養老町 に存在した店舗。ヤナゲンストアー養老店として1976年（昭和51年）12月に開店し、1990年（平成2年）10月に2階建て4,700m2に増床して25店のテナントを導入し、平和堂養老店となったが、売上が伸び悩んでテナントも5店舗まで減少したため2010年（平成22年）1月20日に閉店した[114]。
- ヤナゲン北方店：1996年2月閉店。
- ヤナゲン池田店：1997年2月閉店。
- ヤナゲン羽島店：1997年2月閉店。
- ヤナゲン鶴見店：（株）ヤナゲンストアー発足後の第1号店として1997年（平成9年）11月14日に第2種大規模店舗新設届出を行った[115]が、平和堂の傘下になるとともに閉店（すぐ隣にアルプラザ鶴見があるため）。
- ヤナゲン真正店：ハッピーバリュー真正店を経て閉店。その後ゲームセンター・現在はディスカウントドラッグコスモス真正店
- ヤナゲン墨俣店
- ヤナゲン本巣店：一定の集客をあげていたが、道路の付け替え、近隣にバロー本巣文殊店が開店し閉店。
- ヤナゲン則武店
- ヤナゲン府中店
- ヤナゲン中川西店
- ヤナゲンFAL岐大店（本巣郡穂積町（現在の瑞穂市）稲里[112]）：1974年（昭和49年）に開店した家具・インテリア専門店・岐大ホームセンターとして開業し[112]、住関連の大型専門店として最盛期には年間売上高約120億円を上げていた[116]。1999年（平成11年）9月20日に婚礼関連用品を扱う大型店へ改装を行い[116]、婚礼家具以外にも分野を広げてブライダルウエディングをトータルで提案する店舗として[117]生活雑貨も扱う「FAL店」として新装開店した[113]。2011年（平成23年）7月20日に施設の老朽化を理由に閉鎖し[112]、親会社の平和堂のショッピングセンター「アル・プラザ鶴見」内に出店しているセレクトショップを拡充して（2代目）FAL店として営業の一部を継承した[113]。跡地はヤナゲンがデベロッパーとして再開発を行い[118]、2012年（平成24年）8月に大垣市出身の安田隆夫会長兼CEOが創業したドン・キホーテ[118]が敷地約19,500m2に店舗面積約5,900m2で出店する届出が2011年（平成23年）12月に行われた[119]。その後、2012年8月24日にMEGAドン・キホーテ岐阜瑞穂店として開店。
- ヤナゲン寺内店：旧ヤナゲンストアー寺内店として1977年（昭和52年）12月に開店[76]。2007年9月、旧ヤナゲンストアー寺内店の建物を改築してオープン。2015年1月20日に閉店。跡地にV・ドラッグ寺内店が2016年1月28日に開店。

### マルゼン
- 丸善篠原店：現在は住宅。
- マルゼン草津店：現在はバロー草津店。
- マルゼン守山駅前店：統廃合に伴い2010年8月31日に閉店し、マルゼン守山店として再オープン。
- マルゼンKモール店（甲良町）：2007年開店。2020年8月20日閉店。
- マルゼン近江八幡店：1984年開店。2023年2月19日閉店。

## 参考／出店を断念した店舗
- 富山県滑川市内の平和堂を核とする大型ショッピングセンター：地元商業者の反対や出店計画の見直しなどから計画が白紙撤回となった。その後マックスバリュを核とする出店計画への変更[120]を経て、PLANTの出店に変更された[121]。

## その他事業
レストラン事業として「レストランはと」（ファミリーレストラン）を運営し、アル・プラザや平和堂の一部店舗内に併設していたが、2019年12月20日に木之本店（滋賀県長浜市木之本町〈旧・伊香郡木之本町〉木之本）が閉店した後は、和邇店（大津市〈旧・滋賀郡志賀町〉和迩中浜）が唯一の店舗となった。なお、レストランなどの外食事業はフランチャイズ運営も行っている（詳細は関連会社を参照）。

## 提供番組
下記の各番組のスポンサーを務めている。なお、平和堂は「平和堂ママさんバレーボール大会」の特別協賛も務めている。

### テレビ
- 滋賀県知事杯争奪 平和堂ママさんバレーボール大会（びわ湖放送） - 同大会のダイジェスト番組。

### ラジオ
- 平和堂マイ・デイリー・ライフ（エフエム滋賀）[126]
- 平和堂 Happy Together（エフエム愛知）[127]

## 関連会社
- 株式会社エール
- 加賀コミュニティプラザ株式会社 - abio city（アビオシティ）加賀の管理。
- 株式会社グランドデュークホテル - JR彦根駅前のホテル。
- 株式会社シー・オー・エム - 飲食「ケンタッキーフライドチキン」などのフランチャイズ。
- 株式会社ダイレクト・ショップ - 書籍・CDの販売・通信販売「TSUTAYA」のフランチャイズ。
- 株式会社スター
- 株式会社ハズイ
- 武生駅北パーキング株式会社 - アル・プラザ武生北隣の駐車場の管理。
- 富山フューチャー開発株式会社：フューチャーシティ・ファボーレ運営会社。
- 株式会社ナショナルメンテナンス - ビル管理・清掃・警備。
- 株式会社ファイブスター - 飲食「COCO'S」や「海座」などのフランチャイズ運営。
- 福井南部商業開発株式会社 - ショッピングシティベルの管理。
- 株式会社平和堂友の会 - 割賦販売など。
- 株式会社ベストーネ - 精肉鮮魚の加工・惣菜の製造・販売
- 舞鶴流通産業株式会社 - ショッピングセンターらぽーるの管理。
- 南彦根都市開発株式会社 - ビバシティ彦根の管理。2020年1月21日平和堂に吸収合併[128]。
- 株式会社ユーイング - アミューズメント施設「室内ゆうえんちユーイング」、ボウリング場「ラピュタボウル」などの運営。2025年5月GENDA GiGO Entertainmentに全株式を譲渡。同年7月同社に吸収合併[129][130][131]。
- 八日市駅前商業開発株式会社 - ショッピングプラザアピアの管理。2018年8月21日平和堂に吸収合併[132]。
- 平和堂（中国）有限公司（旧・湖南平和堂実業有限公司）
- 湖南平和物業発展有限公司

## 不祥事・事件
- 2016年（平成28年）12月29日

平和堂甲西中央店のアンケートボックスに管理職を脅迫する内容の文章を投函した容疑で、2017年（平成29年）2月20日に店員が逮捕される事件が発生した。逮捕された男性は以前に同店でパート従業員として勤務したことがあり、逮捕当時は別の店舗で勤務していた。
- 2024年（令和6年）4月13日

滋賀県近江八幡市のスーパーマーケットで発生した万引き誤認逮捕事件で、平和堂の公式X（旧Twitter）が「万引きした商品を渡す知人もダメ」という旨の投稿（2件）に「いいね」を付けていたことが分かったが、「いいね」は同月21日未明までにすべて解除された。平和堂は中日新聞社の問い合わせに対し、誤操作で（「いいね」を）押してしまったことを謝罪した。